# Stary Dzierzgoń (gmina)
Stary Dzierzgoń – gmina wiejska w województwie pomorskim, w powiecie sztumskim.
W skład gminy wchodzi 15 sołectw: Bucznik, Folwark, Górki, Kornele, Lipiec, Lubochowo, Matule, Milikowo, Mortąg, Myślice, Przezmark, Skolwity, Stare Miasto, Stary Dzierzgoń, Tabory.
Siedziba gminy to Stary Dzierzgoń.
Według danych z 31 grudnia 2017 roku gminę zamieszkiwało 4 046 osób

## Struktura powierzchni
Według danych z roku 2002 gmina Stary Dzierzgoń ma obszar 185,82 km², w tym:
- użytki rolne: 68%
- użytki leśne: 23%

Gmina stanowi 25,43% powierzchni powiatu.

## Historia
Gmina zbiorowa Stary Dzierzgoń powstała 30 października 1945 w powiecie morąskim na obszarze okręgu mazurskiego, na terenie tzw. Ziem Odzyskanych.  Siedziba znajdowała się przejściowo w Starym Mieście (niem. Altstadt), następnie w Starym Dzierzgoniu (niem. Alt Christburg). 28 czerwca 1946 gmina weszła w skład nowo utworzonego woj. olsztyńskiego. 14 lutego 1946 gminę zamieszkiwało 1521 mieszkańców. 
Według stanu z 1 lipca 1952 roku gmina Stary Dzierzgoń była podzielona na 13 gromad: Adamowo, Bukowo, Dębiny, Folwark, Górki, Królikowo, Matule, Mortęgi, Piaski, Prakwice, Przezmark, Stare Miasto i Stary Dzierzgoń.
Gmina została zniesiona 29 września 1954 wraz z reformą wprowadzającą gromady w miejsce gmin.
Gminę Stary Dzierzgoń przywrócono 1 stycznia 1973 w powiecie morąskim w woj. olsztyńskim po reaktywowaniu gmin.  W latach 1975–1998 gmina położona była w województwie elbląskim.
Od 1999 roku znajdowała się w powiecie malborskim w województwie pomorskim, a od 1 stycznia 2002 leży w powiecie sztumskim tamże.

## Demografia
Dane z 31.12.2017 roku
| Opis                              | Ogółem | Ogółem | Kobiety | Kobiety | Mężczyźni | Mężczyźni |
| --------------------------------- | ------ | ------ | ------- | ------- | --------- | --------- |
| jednostka                         | osób   | %      | osób    | %       | osób      | %         |
| populacja                         | 4 046  | 100    | 2 003   | 49,5    | 2 043     | 50,5      |
| gęstość zaludnienia (mieszk./km²) | 22     | 22     | 10      | 10      | 12        | 12        |

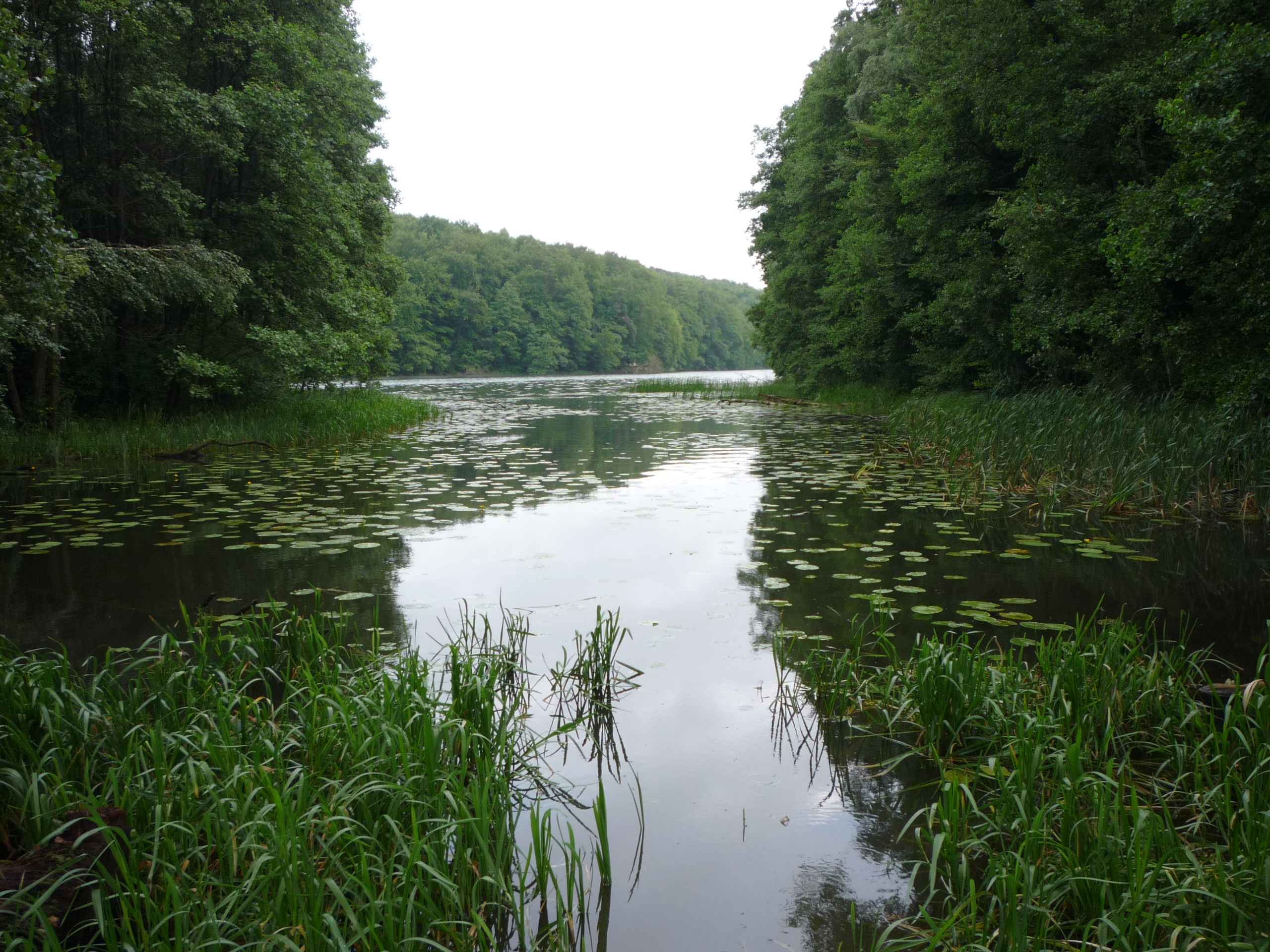
Motława Wielka

- Motława WielkaPiramida wieku mieszkańców gminy Stary Dzierzgoń w 2014 roku[12].

## Pozostałe miejscowości niesołeckie
Adamowo, Bartne Łąki, Bądze, Białe Błoto, Danielówka, Gisiel, Giślinek, Kielmy, Kołtyniany, Królikowo, Latkowo, Lubochowo (osada), Monasterzysko Małe, Monasterzysko Wielkie, Najatki, Nowy Folwark, Piaski Morąskie, Podwiejki, Pogorzele, Popity, Porzecze, Pronie, Prońki, Protajny, Pudłowiec, Wartule, Wesoła Kępa, Zakręty, Zamek

## Sąsiednie gminy
Dzierzgoń, Małdyty, Mikołajki Pomorskie, Prabuty, Rychliki, Susz, Zalewo